# Francesco Saverio Salfi
Francesco Saverio Salfi (o Franco Salfi) (Cosenza, 1º gennaio 1759 – Parigi, 1832) è stato un letterato, politico e librettista italiano.

## Biografia
Ordinato prete, si distinse per la sua precoce abilità nel comporre versi e fu accolto giovanissimo nell'Accademia dei Costanti. Nel 1786 scrisse un saggio di stampo illuministico contro le credenze popolari legate al catastrofico terremoto del 1783. Il saggio fu avversato dalle autorità ecclesiastiche, le quali tuttavia non poterono intraprendere provvedimenti contro Salfi per l'opposizione del governo napoletano, in particolare del ministro degli Affari ecclesiastici Carlo de Marco. Nel 1787 si stabilì a Napoli dove insegnò discipline letterarie, ebbe contatti con gli intellettuali illuministi (Gaetano Filangieri, Mario Pagano, Antonio Jerocades, Nicola Pacifico ecc.) e cominciò ad allontanarsi progressivamente dalla Chiesa. Nel 1788, in occasione del rifiuto al pagamento della chinea allo Stato Pontificio da parte del governo di Ferdinando IV di Napoli, scrisse una satira contro lo stato pontificio e in favore della politica napoletana.
Nel 1792 fu uno degli intellettuali che a Napoli incontrarono l'ammiraglio francese Latouche-Tréville ed entrò nella Società Patriottica Napoletana. Per evitare il processo, nel 1794 riuscì a fuggire da Napoli e riparare dapprima a Genova, dove abbandonò l'abito ecclesiastico, e poi a Brescia e a Milano, dove abbreviò il nome in "Franco" e collaborò attivamente al repubblicano "Termometro politico della Lombardia". In questo periodo si dedica al teatro prestando attenzione al linguaggio del popolo. Oltre alla satira del generale Colli, per esempio, tradusse in canzonetta la prima parte della Dichiarazione del 1789.
Ritornò a Napoli assieme al generale Championnet il 5 dicembre 1798 e assunse l'incarico di segretario del governo provvisorio della Repubblica napoletana. Nel febbraio 1799, dopo la sostituzione di Carlo Lauberg con Ignazio Ciaia alla guida della Repubblica napoletana, andò in Francia dove, dalle pagine della "Biographie universelle" della "Revue encyclopédique" fece soprattutto opera di diffusione della letteratura italiana. Tornato in Italia nel 1800, dopo la battaglia di Marengo, fu insegnante di logica e metafisica, e poi di storia e diritto nel ginnasio di Brera.
Con Romagnosi e Anelli dirige, a Milano, la Scuola di Alta Legislazione prima del nuovo esilio in Francia.
Massone, membro della loggia di Brescia Amalia Augusta, fondata nel 1806 e Maestro venerabile della loggia milanese Gioseffina nel 1808, fu consigliere di Gioacchino Murat. Nel 1815 si ritirò definitivamente in Francia; rimase tuttavia sempre attento agli avvenimenti italiani; per es., nel 1831 stilò,, come primo firmatario, con Filippo Buonarroti il testo del Proclama al popolo italiano dalle Alpi all’Etna che avrebbe dovuto servire a un movimento insurrezionale repubblicano a cui stavano interessandosi, con l'appoggio del marchese de La Fayette, alcuni fuorusciti italiani, in cui si affermava: non può esistere libertà senza indipendenza, né indipendenza senza forza, né forza senza unità. Adopriamoci dunque affinché l’Italia sia al più presto indipendente, una e libera... e concludeva ... cadano i tiranni, s’infrangano le corone e sulle ruine loro sorga la repubblica italiana una e indivisibile dalle Alpi al mare .
Come poeta, compose liriche su Napoleone, alcuni sciolti sulla vicenda di Ugo di Bassville (in antitesi al Monti), come pure alcune tragedie di intonazione alfieriana (per es., Virginia bresciana nel 1797, Pausania nel 1801) e numerosi libretti. Più importanti appaiono oggi i discorsi: Dell'uso dell'istoria (1807) e Dell'influenza della storia (1815) in polemica con le tesi antistoriche di Melchiorre Delfico; L'Italie au dix-neuvième siècle (1821) e soprattutto la continuazione della storia della letteratura italiana del Ginguené, pubblicata postuma. 
Molto importante è inoltre il Manuale della storia della letteratura italiana, pubblicato anch'esso postumo nel 1834. Giudicato dallo stesso Salfi "un saggio storico sulla letteratura italiana", il manuale è suddiviso in periodi che vanno dal 75º anno di ogni secolo al 75º anno successivo, e fornisce una visione della letteratura italiana meno frammentata del consueto.

## Opere
- Francesco Saverio Salfi, Bassville. Poemetto del cittadino Salfi, Milano, nella Stamperia de' patriotti francesi, Contrada degli Armorari, 1799.
- Francesco Saverio Salfi, Clitennestra, melodramma in tre atti del cittadino Franco Salfi. Da rappresentarsi nel Teatro alla Scala il carnevale dell'anno 1801 v.s. anno 9. repubblicano, la musica è del celebre maestro di cappella Nicola Zingarelli, Milano, dalla Tipografia Pirola, 1801.
- Francesco Saverio Salfi, Compendio dell'istoria della letteratura italiana, Torino, Giuseppe Pomba, 1833.
- Francesco Saverio Salfi, Della declamazione, per Salfi, preceduta da un cenno biografico sull'autore, a cura di Alfonso Salfi, Napoli, Stabilimento Tipografico di Androsio, 1878.
- Francesco Saverio Salfi, Della influenza della storia. Discorso del Cavaliere F. Salfi Professore di Storia nella Regia Università degli Studj di Napoli Recitato il giorno 14 febbraio 1815, principiando il corso delle sue lezioni, Napoli, Agnello Nobile, 1815.
- Francesco Saverio Salfi, Della utilità della Franca Massoneria sotto il rapporto filantropico e morale. Discorso di F. Salfi coronato dalla R.L. Napoleone all'O. di Livorno, Firenze, Dai tipi del Grand'Oriente d'Italia, 1811.
- Francesco Saverio Salfi, Dello uso dell'istoria massime nelle cose politiche Lezione del professore F. Salfi, Milano, presso Agnello Nobile libraio-stampatore Contrada della Passarella, 1807.
- Francesco Saverio Salfi, Elogio di Antonio Serra primo scrittore di economia civile. Di Franco Salfi, Milano, presso Nobile e Tosi librai-stampatori sulla Corsia del Duomo, 1802., edizione critica in appendice a Luca Addante, Patriottismo e libertà. L'Elogio di Antonio Serra di Francesco Salfi, Cosenza, Pellegrini, 2009
- Francesco Saverio Salfi, Elogio di Gaetano Filangieri, scritto da Francesco Salfi, tradotto da Emmanuele Rocco, Napoli, Tipografia di Emilio Rocco, 1866.
- Francesco Saverio Salfi, Historisch-kritischer Versuch uber das italienische Lustspiel; von Professor F. Salfi. Nach dem Italienischen von Alfred Reumont, Aachen und Leipzig, Verlag von J.A. Mayer, 1830.
- Francesco Saverio Salfi, Idomeneo scena lirica dell'Abate Salfi da rappresentarsi nel teatro de' fiorentini. Sepius olim Religio peperit scelerosa atque impia facta. Lucr. 1, Napoli, s. n., 1792.
- Francesco Saverio Salfi, Il Corradino di Francesco Saverio Salfi, a cura di Nicola Galizia, S. l., s. n., 1987?.
- Francesco Saverio Salfi, Il general Colli in Roma. Pantomimo eseguito dal cittadino Le Frève in Milano. V.R.F. / [F.S.], Milano, s. n., 1797.
- Francesco Saverio Salfi, Il Saule, Dramma Sacro per Musica di Gaetano Andreozzi, libretto, Francesco Saverio Salfi, Ferrara, Rinaldi Giuseppe, 1804.
- Francesco Saverio Salfi, Intorno agli storici greci, latini ed italiani / discorso del cavaliere F. Saverio Salfi, Napoli, per Gaetano Ferraro, 1834.
- Francesco Saverio Salfi, Iramo poemetto / Franco Salfi, Cosenza, Brenner, 1970.
- Francesco Saverio Salfi, Iramo. Poemetto di Franco Salfi, Milano, Oriente, 1807.
- Francesco Saverio Salfi, L'espero, poemetto inedito di Francesco Saverio Salfi, a cura di Raffaele Giglio, Napoli, Loffredo, 1978.
- Francesco Saverio Salfi, La nuova forma della chinea che da idea grande de' veri fatti e non capricciosi come quelli apposti nell'altre stampate, e colla nuova allocuzione del cardinale N.N. al Papa Pio VI e con nuova lettera di Sommo Pontefice, Roma, s.n., a dì 21. settembre 1788.
- Francesco Saverio Salfi, Lezioni sulla filosofia della storia / Francesco Saverio Salfi ; a cura di Franco Crispini, Napoli, Morano, 1990.
- Francesco Saverio Salfi, L'Italia nel secolo diciannovesimo, o Della necessita di accordare in Italia il potere con la liberta, di Francesco Saverio Salfi, traduzione italiana di Ferdinando Canonico Scaglione, Cosenza, Brenner, 1990.
- Francesco Saverio Salfi, Manuale della storia della letteratura italiana, Milano, Silvestri, 1834.
- Francesco Saverio Salfi, Memoria su lo spedale di Cosenza presentata a S.R.M. re delle due Sicilie, Napoli, s.n., 1788.
- Francesco Saverio Salfi, Morte di Ugo Bassville. Sciolti del cittadino Salfi, Milano, dallo stampatore Luigi Veladini, 1796 (anno VI della Rep. Fr.).
- Francesco Saverio Salfi, Pamphlets / Francesco S. Salfi ; presentazione di G. Gargallo ; postfazione di Ernesto D'Ippolito, a cura di Manlio Del Gaudio, Cosenza, Brenner, 1993.
- Francesco Saverio Salfi, Pausania. Tragedia di Franco Salfi, Milano, dalla Stamperia a San Zeno, n. 534, 1791.
- Francesco Saverio Salfi, Pausania. Tragedia di Franco Salfi, Milano, dalla Stamperia a San Zeno, n. 534, 1791.
- Tragedie di Ugo Foscolo. Aggiuntovi Pausania, tragedia di Franco Salfi, Capolago, Tipografia Elvetica, 1831.
- Francesco Saverio Salfi, Ristretto della storia della letteratura italiana, Lugano, G. Ruggia, 1831.
- Francesco Saverio Salfi, Ristretto della storia della letteratura italiana, Napoli, Marotta e Vanspandoch, 1809.
- Francesco Saverio Salfi, Ristretto della storia della letteratura italiana di Francesco Salfi, a cura di Pasquino Crupi, Soveria Mannelli, Rubbettino, 2002.
- Francesco Saverio Salfi, Saggio di fenomeni antropologici relativi al tremuoto, ovvero Riflessioni sopra alcune oppinioni pregiudiziali alla pubblica o privata felicita fatte per occasion de' tremuoti avvenuti nelle Calabrie l'anno 1783 e seguenti, In Napoli, per Vincenzo Flauto a spese di Michele Stasi, 1787.
- Francesco Saverio Salfi, Saulle, dramma per musica. Da rappresentarsi nel Real Teatro del Fondo di Separazione nella quaresima del 1794 ed alla S. R. M. di Ferdinando IV nostro amabilissimo Sovrano dedicato, la musica e del signor D. Gaetano Andreozzi, In Napoli, per Vincenzo Flauto, 1794.
- Francesco Saverio Salfi, Sopra l'antologia e biblioteca italiana, osservazioni precedute da un cenno intorno i vantaggi e difetti de' giornali, Napoli, per Nunzio Pasca, 1835.
- Francesco Saverio Salfi, Su la storia dei greci discorso di F. Salfi, professore di filosofia della storia, e di dritto pubblico nelle scuole speciali di Milano, e nella Università di Napoli, etc, Parigi, nella stamperia di Chanson appresso i librai Chanson rue Montmartre n 113 Delaunay Palais-Royal Galerie de bois etc., 1817.
- Francesco Saverio Salfi, Teatro giacobino, a cura di Rosanna Serpa, Palermo, Palumbo, 1975.
- Francesco Saverio Salfi, Virginia bresciana. Tragedia di Franco Salfi, intitolata al popolo bresciano, Brescia, dalla stamperia nazionale VI. R.F., 1797-1798.
- Alberto Nota, Commedie di Alberto Nota, con un saggio storico critico della commedia italiana, del prof. F. Salfi, Paris, Baudry, rue du coq Saint-Honore, n. 9 : Fayolle, rue du rempart St.-Honore, N. 9 : Bobee et Hingray, rue de Richelieu, n. 14, 1829.